# Copa suspensorio
Copa Suspensorio Copa funcional que hace parte de las prendas de ropa interior masculina que permite mayor comodidad y confort de los testículos, favoreciendo el intercambio térmico y evitando así el calentamiento de los mismos, teniendo en cuenta que médica y fisiológicamente la espermatogénesis requiere de una temperatura considerablemente inferior a la interna corporal y que los testículos sometidos a altas temperaturas y presiones pueden generar trastornos que afectan su desempeño.
En el año 1996 el diseñador colombiano Nicolás Echeverri Fundador de la marca Mundo Único,  en su continua búsqueda por mejorar el confort en la zona interior masculina desarrolló un molde revolucionario y en su taller de confección lo incluyó en varios tipos de prenda interior masculina, comprobando con sus amigos y familiares cercanos el revolucionario descubrimiento. 
Esta copa, además de estar certificada por Rodolfo Raad V., urólogo de la Universidad del CES (Medellín) y miembro de la Asociación Colombiana de Urología, también previene enfermedades como varicocele, hidrocele y hematocele. Cabe anotar que los beneficios de esta prenda se perciben en su totalidad cuando es usada en una prenda con la talla adecuada y telas que favorecen la conservación de la temperatura como el algodón, el spandex y la lycra.
- Datos: Q25404620